# (1184) Gaea
(1184) Gaea ist ein Asteroid des Hauptgürtels, der am 5. September 1926 vom deutschen Astronomen Karl Wilhelm Reinmuth in Heidelberg entdeckt wurde.
Der Asteroid wurde nach der griechischen Göttin Gaia benannt.